# Dmitri Donskoi (Schiff, 1885)
Die Dmitri Donskoi war ein russischer Panzerkreuzer. Das Schiff wurde 1885 in den Dienst der Kaiserlich Russischen Marine gestellt und nach der historischen Heldengestalt des Dmitri Donskoi benannt. Obwohl veraltet und ungeeignet wurde der Kreuzer 1905 im Russisch-Japanischen Krieg eingesetzt und mit dem Zweiten Pazifik-Geschwader aus der Ostsee nach Asien entsandt, wo er schließlich in der Seeschlacht bei Tsushima von überlegenen japanischen Kräften gestellt, schwer beschädigt und anschließend am 29. Mai 1905 von der eigenen Besatzung selbstversenkt wurde.

## Konzept und Bau
Der Panzerkreuzer basierte auf Planungen, die zum Teil noch auf Ideen aus der Übergangszeit vom Segelschiff- zur Dampfschiffbau zurückgingen. Die Konstrukteure änderten dazu die Pläne des Panzerkreuzers Minin ab, behielten aber Masten und Takelage bei. Das Hauptaugenmerk sollte nun auf einer hohen Geschwindigkeit liegen, die ausreichen sollte, um modernen britischen Kreuzern wie der Nelson davonzufahren und gegnerische Postdampfer einzuholen. Auch der Kohlevorrat sollte um 60 % größer sein als der der neuen britischen Kreuzer um sie bei der Reichweite zu übertreffen.
Das Schiff wurde von der Admiralitätswerft in Sankt Petersburg aus Holz und Eisen gebaut, aber die Panzerung bestand zum ersten Mal nicht mehr aus Eisen-, sondern aus Stahlplatten, die man in England fertigen ließ. Die Platten bildeten an den Schiffsseiten in der Mitte einen 2,18 Meter hohen Gürtel, der zu den Enden auf 1,58 Meter abfiel. Die maximale Stärke der Platten betrug zwischen 114 und 152 mm. Als Schutz gegen Steilfeuer war ein 12,7 mm starkes Panzerdeck eingezogen.
Die Stahlplatten halfen, im Vergleich zu Eisenplatten, beim Einsparen von Gewicht bei der Gesamtkonstruktion, und zwei Dreizylinder-Dampfmaschinen mit zweifacher Dampfdehnung und je 3.500 PS Leistung sollten helfen, die Geschwindigkeitsanforderungen zu erfüllen. Sie übertrugen die Antriebsenergie auf zwei Wellen, die je einen vierblättrigen Propeller antrieben. Unter Testbedingungen wurden so bei Erprobungen 1883 knapp 17 Knoten erreicht.
Ähnlich der Bewaffnung auf Linienschiffen aus der Segelschiffära stand die Masse die Geschütze der Dmitri Donskoi mit 14 15,2-cm-L/28-Kanonen noch innerhalb des Rumpfes, von wo sie nur begrenzt nach Backbord und Steuerbord wirken konnte. Zwei einzelne 20,3-L/30-Geschütze waren offen auf dem Wetterdeck auf Plattformen montiert, von denen je auf Höhe der Schornsteine an Back- und Steuerbord über die Bordwand ragte. Weiter wurden vier 38,1-cm-Torpedorohre und verschiedene leichte Waffen zur Abwehr von Torpedobooten verbaut.

## Dienstzeit

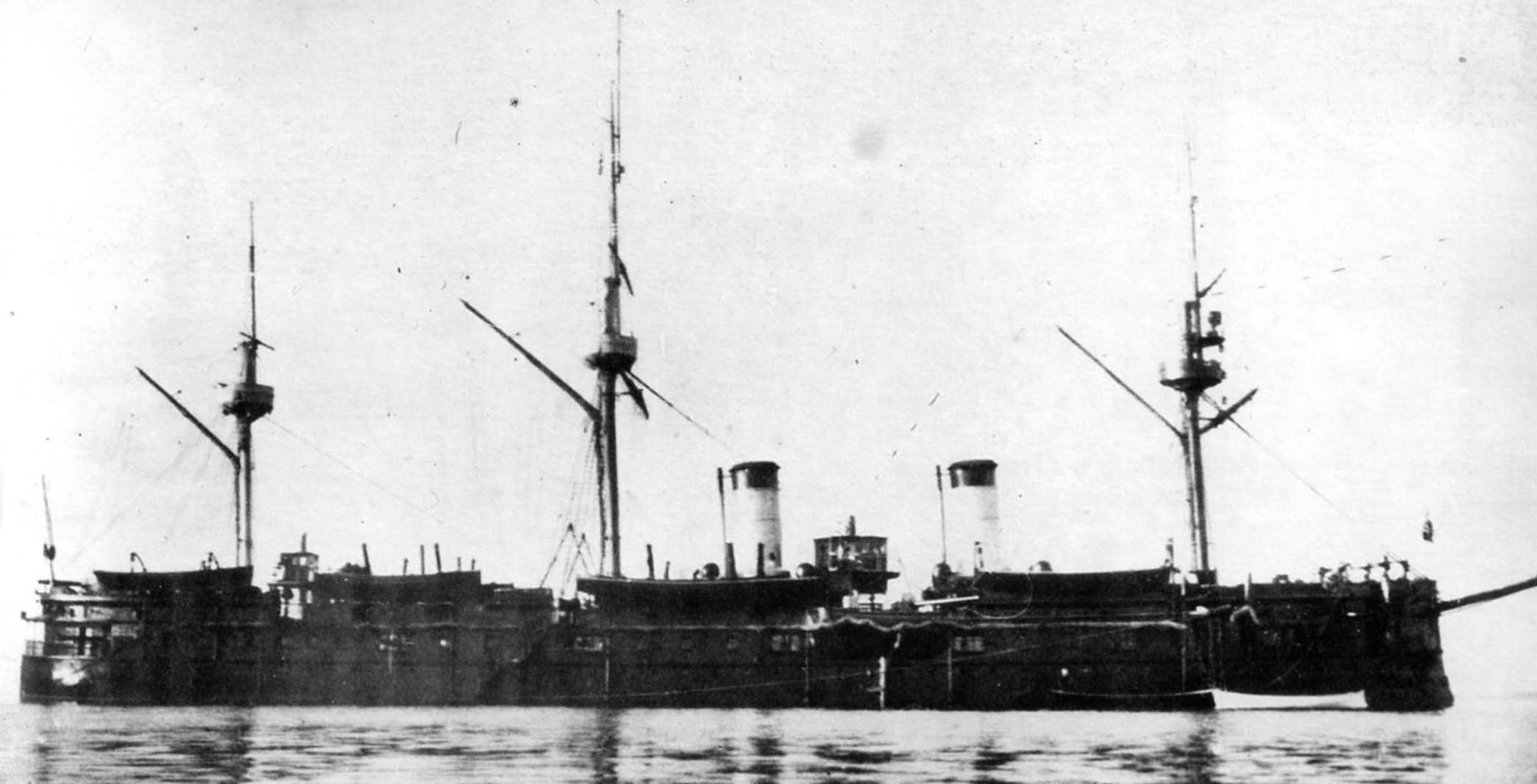
Dmitri Donskoi um 1904 nach dem Umbau nun nur noch mit Signalmasten.

Im August 1893 nahm der Kreuzer an der Flottenparade anlässlich der Entdeckung Amerikas durch Kolumbus in New York teil.
Von 1896 bis 1897 war der Kreuzer eingedockt und wurde modernisiert. Man entfernte die Hauptmasten mit der Takelage und behielt nur kleine Signalmasten. Das Torpedoschutznetz und überflüssige Decksinstallationen fielen dem Zwang zur Gewichtseinsparung zum Opfer. Die Bewaffnung schränkte man gewichtsmässig ebenso ein, was durch Abbau und neue Einbauten zu fünf 15,2-cm-L/45- und zehn 12,0-cm-L/45-Geschützen und diversen leichten Waffen führte.
1900 gehörte die Dmitri Donskoi zu den Schiffen, die zur Bekämpfung des Boxeraufstandes in China eingesetzt wurden. Nach 1902 wurde das Schiff in Kronstadt erneut modifiziert, um nun zur Ausbildung von Artilleristen benutzt zu werden. Dazu baute man sechs der zehn 12,0-cm-L/45-Kanonen ab und montierte an ihrer Stelle sechs 7,5 cm L/50.

### Tsushima und Untergang
Bei Kriegsausbruch mit Japan 1904 wurde der Kreuzer in die Ostsee befohlen und lief von dort im Oktober 1904 mit dem Zweiten Pazifik-Geschwader und dem Ziel Wladiwostok aus. Nach einem beschwerlichen Anmarsch um den afrikanischen Kontinent wurde die russische Flotte, kommandiert von Admiral Sinowi Roschestwenski, am 27. Mai 1905 in der Koreastraße von Flottenverbänden unter Admiral Tōgō gestellt und über Tage in der Seeschlacht bei Tsushima in viele Einzelgefechte verwickelt. Der moderne Kreuzer Aurora blieb dabei am 27. Mai unter japanischem Beschuss liegen und Dmitri Donskoi und Wladimir Monomach wurden abkommandiert um die Japaner von der Aurora fernzuhalten, während dort Reparaturen durchgeführt wurden. Zehn Seeleute der Dmitri Donskoi wurden im Zuge der Aktion durch japanischen Beschuss verwundet.
Nachdem die Aurora wieder manövrierfähig war, setzte sie sich gemeinsam mit den schnellen Einheiten Oleg und Schemtschug ab, so dass Kapitän Iwan Lebedew auf der Dmitri Donskoi schließlich den Kontakt zu diesen Schiffen verlor. Die verbliebenen Schiffe um die Dmitri Donskoi verabredeten selbstständig Kurs auf Wladiwostok zu nehmen. Lebedew ließ in der Nacht mit komplett abgeblendetem Schiff und langsamer Fahrt marschieren, um eine Entdeckung zu vermeiden. In den nächsten Stunden wurden russische Zerstörer angetroffen, die das Gefecht am ersten Tag der Schlacht überlebt hatten. Ein Zerstörer war beschädigt und hatte Überlebende des Schlachtschiffs Osljabja und den schwerverwundeten Oberkommandierenden Roschestwenski an Bord. Die Dmitri Donskoi nahm die etwa 140 Überlebenden an Bord, man trennte sich, dann signalisierte der Zerstörer jedoch den Ausfall seiner Maschinen und erneut musste der Panzerkreuzer stoppen um nun auch den Rest der Zerstörerbesatzung zu übernehmen und den Admiral auf einen der beiden anderen Zerstörer überführen zu helfen. Das Wrack des manövrierunfähigen russischem Zerstörers wurde durch Beschuss des Panzerkreuzers versenkt.
Die Aktion hatte fünf Stunden gedauert und schließlich machten vier japanische Kreuzer und mehrere Torpedoboote die Dmitri Donskoi aus und nahmen die Verfolgung auf. Zwei weitere Kreuzer schlossen sich ihnen wenig später an. Nach einem Kriegsrat mit den höheren Offizieren sah sich Lebedew schließlich gezwungen, gegen Nachmittag am 28. Mai den Kampf gegen die schnelleren Verfolger in der Nähe der Insel Ulleungdo aufzunehmen. Zwei japanische Kreuzer wurden getroffen, die Dmitri Donskoi selbst erlitt schwere Wassereinbrüche und zahlreiche Treffer, bevor im Schutz der einbrechenden Nacht und vor dem Hintergrund der dunklen Umrisse der Insel der Kontakt zu den Verfolgern abriss. 60 Männer waren getötet und 120 weitere, darunter der Kapitän Iwan Lebedew, verwundet worden. Im Schutz der Dunkelheit wurden die Überlebenden auf Ulleungdo ausgeschifft und der dienstälteste Offizier versenkte mit einigen Männern die Dmitri Donskoi am frühen Morgen in einiger Entfernung zur Insel durch Öffnen der Bodenventile. Die Mannschaft wurde wenig später von den Japanern gefangen genommen, Lebedew erlag in Gefangenschaft seinen Verletzungen.

## Wrack

### 2001 Entdeckung und Goldgerüchte
Die Entdeckung des Wracks des Kreuzers wurde im Jahr 2001 bekanntgegeben, als die unter Insolvenzverwaltung stehende Baufirma „Dong Ah“ es angeblich vor der Küste Koreas entdeckte. Durch Gerüchte um eine mögliche Goldladung im Wert von bis zu 125 Milliarden US-Dollar an Bord des Kreuzers befeuert, erhöhte sich der Aktienkurs von Dong Ah trotz Insolvenz innerhalb kurzer Zeit um 41 %. Ein Vertreter des russischen Marinemuseums in Sankt Petersburg sagte, dass es bestenfalls einige Münzen für den Sold der Offiziere, aber keinen Goldhort an Bord der Dmitri Donskoi gab.

### 2018 Entdeckung und Goldgerüchte
2018 gab ein südkoreanisches Bergungsteam des Unternehmens Shinil Group bekannt, das Wrack vor der Küste der südkoreanischen Insel Ulleung in etwa 430 m Tiefe entdeckt zu haben. Shinil wurde erst Juni 2018 gegründet und handelt laut eigener Website mit Kryptowährungen. Ein eigenes virtuelles Zahlungsmittel wurde zum Wrackfund angeboten.
Ein Vertreter des russischen Marinemuseums in Sankt Petersburg sagte auch im Juli 2018, wie schon 2001, zu den Meldungen aus Südkorea, dass es keine Hinweise auf eine Goldladung der Dmitri Donskoi gibt.
Am 26. Juli zog das Unternehmen seine Behauptungen bezüglich der Dmitri Donskoi zurück. Der Name der Gruppe wurde in „Shinil Marine Technology“ geändert. Der Anbieter in Singapur „Shinil Group PTE“, der im Zusammenhang mit einer möglichen Bergung das virtuelle Zahlungsmittels anbot, gab an, dass bereits 124.000 Investoren für die Kryptowährung gezeichnet hätten. Ein Ermittlungsverfahren wegen Betruges wurde in Südkorea eingeleitet und Ausreiseverbote gegen die Geschäftsführer der südkoreanischen Firma verhängt. Die drei Hauptverantwortlichen für den Betrug wurden im Frühjahr 2019 von einem koreanischen Gericht zu mehrjährigen Haftstrafen verurteilt.